# Бої за Олександрівськ (1917—1918)
Бої за Олександрівськ — бої, що відбувалися із 24 грудня 1917 року до 2 січня 1918 року в місті Олександрівськ (сучасне Запоріжжя) в ході війни між Українською Народною Республікою та Радянською Росією взимку 1917—1918 рр. Внаслідок боїв між військами УНР та військами Радянської Росії і червоних повстанців місто опинилося під контролем більшовиків.

## Передумови
Після захоплення Харкова більшовиками перед загонами матросів і червоногвардійців було поставлене завдання зайняти важливі залізничні вузли Синельникове і Олександрівськ. Представники Центральної Ради повідомляли в Київ, що 8000 більшовиків, забезпечених кулеметами і артилерією, просуваються з боку Харкова у напрямку Синельникового з метою відрізати Україну від Донбасу. У цій ситуації Симон Петлюра наказав коменданту Олександрівська розібрати залізничне полотно і затримати матросів.
23 грудня Синельникове було захоплене і більшовики почали наступ на Олександрівськ.

## Перебіг боїв
У цей час у місті назрівав конфлікт між місцевими більшовиками та українською владою. На початку конфлікту перевага була однозначно на боці червоних. Проти 300 червоногвардійців могли виступити лише 40 вільних козаків, 13 солдатів-українців та десяток офіцерів. У Голови української повітової Ради Магалевского не залишалося іншого вибору, як звернутися до Катеринослава. З губернського центру на допомогу прибули гайдамаки 3-го Гайдамацького куреня (250 бійців на чолі з сотником). Вночі 24 грудня гайдамаки спільно з вільними козаками захопили 2 готових до бою та 10 потребуючих ремонту броньовиків і роззброїли збільшовичених солдатів 3-ї тилової авторемонтної майстерні.
24 грудня ліві революціонери (більшовики та анархісти) вирішили «випробувати» українську оборону промислового міста. Ввечері цього дня загін матросів Чорноморського флоту, що прибув із Криму (командир матрос Олексій Мокроусов), підбив місцевих червоногвардійців на спільний виступ. Матроси зайняли Південний залізничний вокзал і телеграф. Далі озброєний загін моряків рушив до центру міста, де був розбитий українськими військами. Після цього сторони обмінялися умовами мирного вирішення конфлікту, посередником виступив міський голова Олександрівська. Так як ці умови виявилися неприйнятними для обох сторін, бойові дії продовжилися.
Вночі загін матросів зайняв пошту і міську електростанцію. Бої розгорілися в центрі міста на площі Свободи. Гайдамакам і вільним козакам вдалося відбити електростанцію. Більшовики у цей час пішли в наступ на Катерининські майстерні, де знаходився командний пункт українських сил.
До ранку 25 грудня більшовики захопили центр і почали гарматний обстріл Катерининського вокзалу. Незважаючи на, здавалося б, неминучу поразку, українським військам вдалося утримати позиції в районі заводу Дека. До вечора прибуло підкріплення: частини 17-го і 63-го полків і кулеметна команда 49-го полку армії УНР. Врешті червоні сили було оточено, повстання розгромлене, а матроський загін змушено повернувся до Криму.
Внаслідок боїв червоногвардійці втратили вбитими 13 чоловік, у матросів загинуло 5. За даними місцевої газети «Народная жизнь» українські сили втратили 1 бійця загиблим і 4 пораненими.
Перемогу українських сил закріпити не вдалося. 2 січня 1918 р. війська Антонова-Овсієнка, анархісти і червоногвардійці змогли достатньо легко захопити Олександрівськ. В місто увійшов 1-й Петроградський загін на чолі із Поляковим. Гайдамаки і вільні козаки невеликими загонами відступили за Дніпро.

## Наслідки
Командувач більшовицькими військами В. Антонов-Овсієнко відзначав, що Олександрівськ було «міцно зайнятий (лише) до 15 січня». Почалися розстріли і репресії. У лютому 1918 р. була заборонена діяльність церкви. Невдоволення нової влади викликала панахида за Тарасом Шевченком. Житель міста Г. Гордієнко згадував пізніше, що тоді в очах радянської влади Шевченко був такою ж «контрою», як, наприклад, Грушевський. Над портретами поета глумилися, виколювали очі тощо.